# Трубач (фильм, 1950)
«Трубач» (англ. Young Man with a Horn) — кинофильм режиссёра Майкла Кёртиса, вышедший на экраны в 1950 году. Экранизация одноимённого романа Дороти Бейкер, частично основанного на жизни знаменитого джазового музыканта Бикса Байдербека. Главную роль в фильме исполнил Кирк Дуглас, музыкальные номера его персонажа сыграл известный трубач Гарри Джеймс.

## Сюжет
После смерти родителей 9-летний Рик Мартин переезжает жить к сестре, но той нет дела до брата. Нет у него и друзей, поэтому в поисках спасения от одиночества он обращается к музыке. Рик становится учеником чернокожего трубача-виртуоза Арта Хаззарда и вырастает в настоящего мастера своего дела. Его взрослая жизнь в качестве участника оркестра сводит его с пианистом Дымком Уиллоуби и певицей Джо Джордан, которые становятся ему хорошими друзьями. Однако Рик по-прежнему замкнут и по-настоящему может доверять лишь своей трубе. К тому же его желание играть по-своему и импровизировать приводят к столкновению с руководителем оркестра.

## В ролях
- Кирк Дуглас — Рик Мартин
- Лорен Бэколл — Эми Норт
- Дорис Дэй — Джо Джордан
- Хоуги Кармайкл — Уилли «Дымок» Уиллоуби
- Хуано Эрнандес — Арт Хаззард
- Джером Кауэн — Фил Моррисон
- Мэри Бет Хьюз — Мардж Мартин
- Нестор Пайва — Луис Галба
- Орли Линдгрен — Рик в детстве
- Джин Спенглер — танцовщица